# Rebop Kwaku Baah

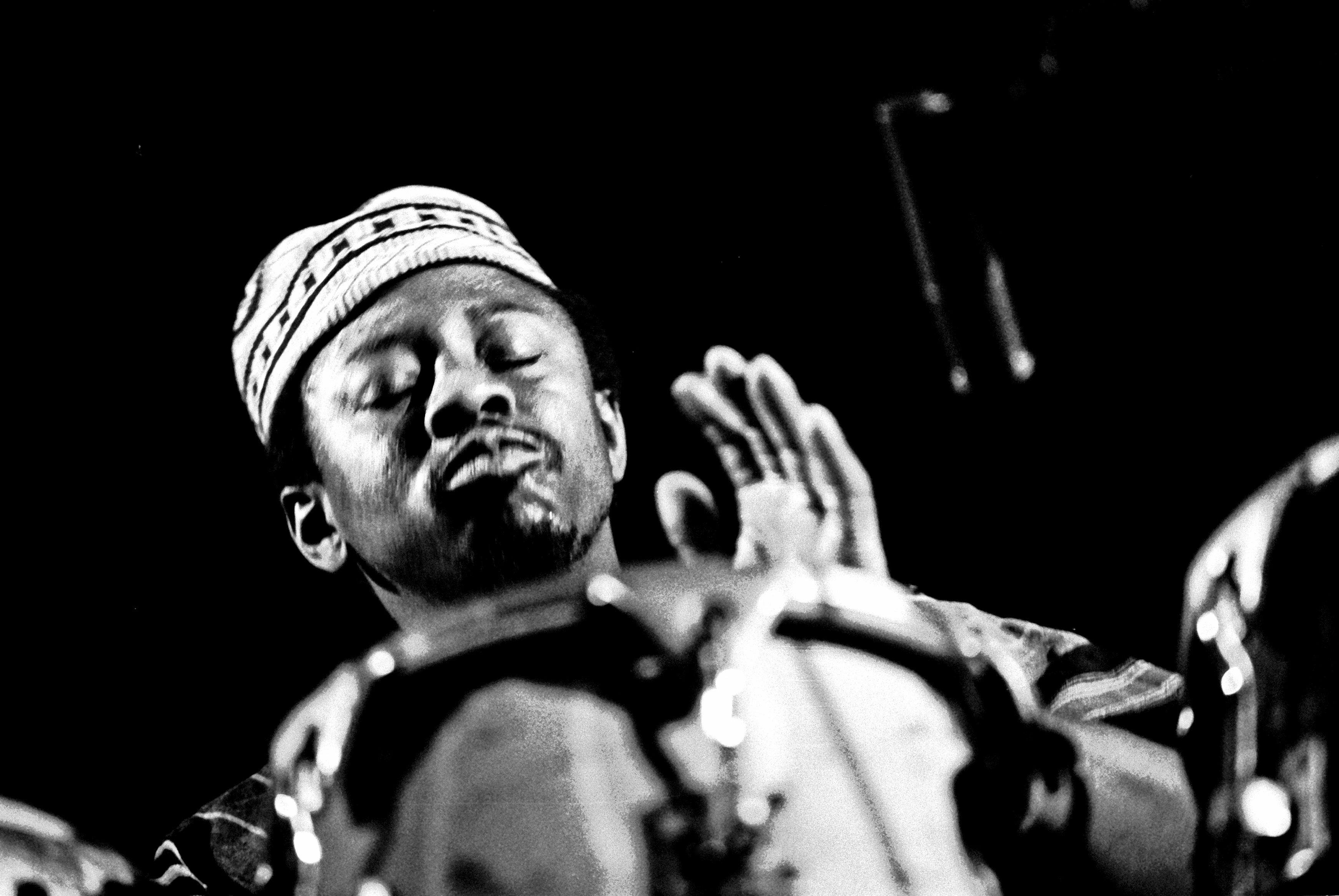
Rebop Kwaku Baah

Anthony „Reebop” Kwaku Baah (n. 13 februarie 1944, Konongo, Ghana - d. 12 ianuarie 1983, Stockholm, Suedia) a fost un percuționist ghanez.